# Ermita de San Bitor (Zaitegi-Letona)
La Ermita de San Bitor (Zaitegi-Letona) es un pequeño edificio religioso católico que se encuentra en la sierra del Arrato, en el antiguo emplazamiento del castillo de Záitegui, el alto de Arratobe (770 m), al noroeste de la localidad de Letona y al sur de Záitegui. Pertenece al término municipal de Zigoitia, provincia de Álava. El lugar domina el paso de la Llanada de Álava a Zigoitia y Zuya y es visible desde la carretera que va de Vitoria-Gasteiz a Bilbao por Altube. Es una ermita común a Letona y Záitegui.

## Acceso
El acceso a la ermita, ascendiendo desde Letona por el Arratobe, es bastante cómodo. Partiendo del aparcamiento junto a la iglesia de San Andrés, sólo hay que volver unos 100 metros por la calle por la que hemos accedido al pueblo (en dirección norte) y comenzar a subir por la calle San Bitor (en dirección noroeste). Este rumbo será constante por senda que no tiene pérdida hasta alcanzar el collado que se encuentra junto a la cumbre del Arratobe. Hay zonas por las que el camino se interna entre las encinas formándose bonitos túneles entre la vegetación.

## Historia
En esta misma Sierra de Arrato, existió en tiempos prehistóricos, en la Edad de Hierro, un asentamiento: el Castro de Urisolo.
En el espacio que ocupa la ermita se alzaba en el siglo XII el Castillo de Zaitegi. Frontera con el Reino de Navarra, era un punto estratégico de vigilancia de las rutas que confluían en esta zona. La construcción fortificada se componía de un torreón pentagonal y un recinto ovalado con pequeñas torres circulares. Invadida Vitoria por las tropas de Alfonso VIII de Castilla, el territorio de Cigoitia quedó bajo su corona a partir de 1200. Con la conquista castellana, el castillo deja de tener la función para la que se construyó y comienza su declive, que acaba con su total abandono en el siglo XV y la ruina de la edificación.
A comienzos del siglo XVII los pueblos de Letona y Záitegui construyeron la ermita dedicada a San Bitor (o San Vítores), mártir del siglo IX, protector de ganados y tierras. Reaprovecharon para ello las piedras de los muros del arruinado castillo. Aunque se desconoce la fecha exacta de su edificación, la primera fuente documental donde se menciona se fecha en 1642.
 

Tanto Záitegui como Letona conservan documentos referentes a la ermita. En el libro de cuentas del concejo de Záitegui se asentaban en 1642 los gastos correspondientes a las misas celebradas en ella y la participación en los gastos de mantenimiento. En la visita pastoral de 1825 a Letona, se ordenó retocar la imagen del santo titular y hacer reparaciones en varios elementos arquitectónicos. Desde 1846, Olano es incorporado a las obligaciones de mantenimiento del edificio.

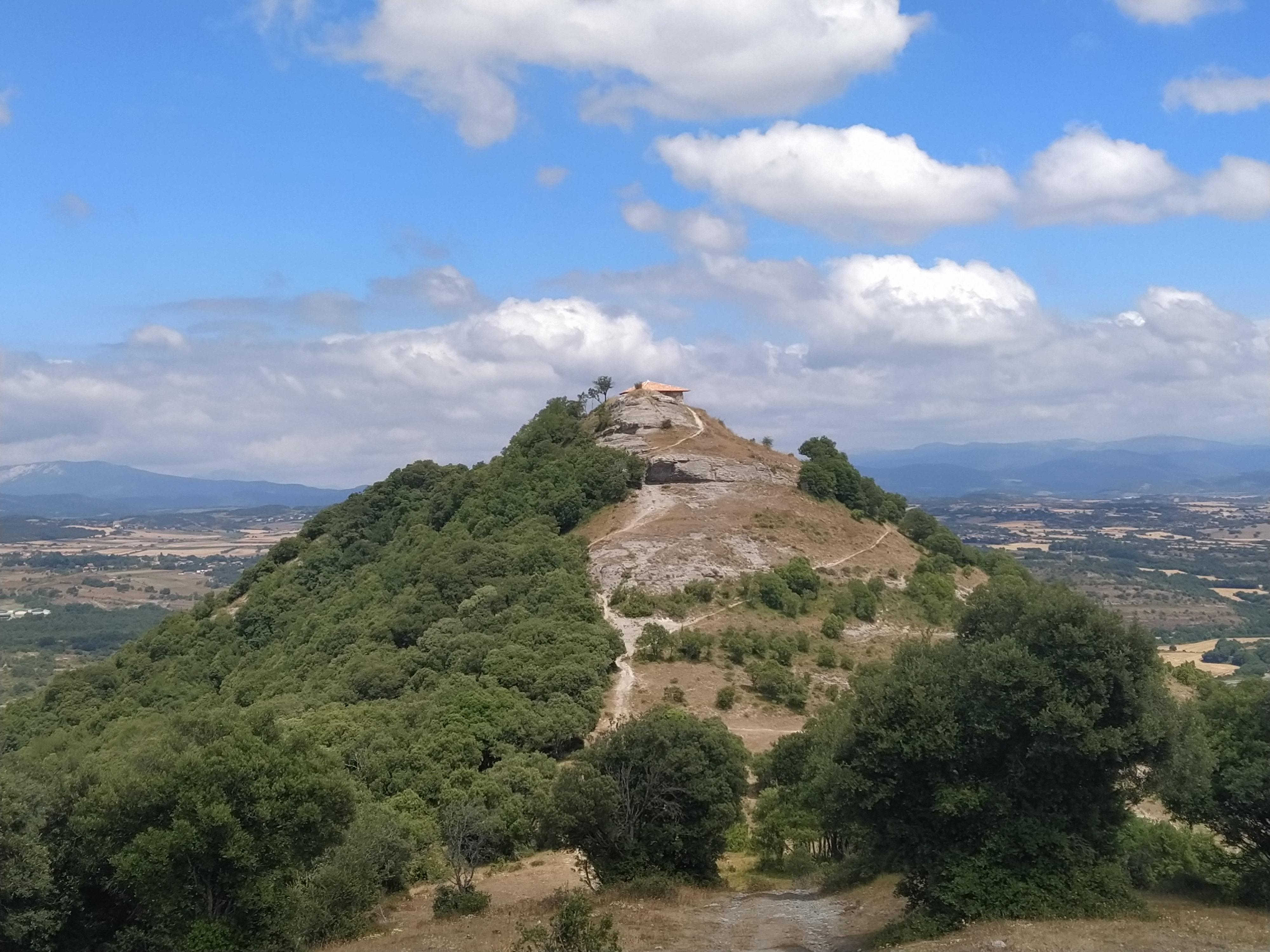
Alto de la ermita y el castillo de Zaitegi

Destruida en las guerras carlistas en el siglo XIX, la ermita fue levantada con el trabajo en comunidad de los pueblos de la zona. Sin embargo, poco a poco se fue haciendo evidente su progresivo abandono: la cubierta estaba en muy mal estado y desapareció una de las puertas. Durante el siglo XX, se mantuvo como lugar de culto hasta que, en 1980, un incendio que arrasó la ladera del monte arruinó completamente la ermita y las romerías fueron suspendidas durante años.
Tras décadas de deterioro, en noviembre de 2019 se llevó a cabo su restauración impulsada por las Juntas Administrativas de Letona y Zaitegi (propietarias de la ermita), con ayuda del Ayuntamiento de Zigoitia, la Diputación Foral de Álava y la Asociación Etnográfica Abadelaueta. El interés por rehabilitar la ermita y poner en valor los restos del castillo hizo necesaria una actuación arqueológica que consistió en la lectura estratigráfica de los alzados que aún quedaban en pie y el control de las obras de rehabilitación. Tras el estudio realizado, se procedió a la rehabilitación de la ermita: se limpiaron de vegetación los alrededores, se sanearon los muros y se colocaron una nueva puerta de acceso y una nueva cubierta. Gracias a esta intervención, se logró recuperar el edificio y revitalizar su función simbólica y tradicional, recuperándose también la romería anual.

## Descripción
Muy sencilla, de planta rectangular y cubierta a dos aguas, con los restos del Castillo de Zaitegi integrados en sus muros.

## Festividad
Se celebra romería el día del Santo, el 26 de agosto. En ella participan gentes procedentes de Záitegui, Letona y Olano y de otros pueblos de la zona. También acudían las vecindades en rogativa en tiempo de sequía.